# キーウ旅客駅
キーウ旅客駅（別称：キーウ中央駅）（ウクライナ語: "Київ-Пасажирський"クィーイィヴ・パサジールスィクィイ）またはキエフ旅客駅は、ウクライナの首都キーウ中心部にある鉄道駅である。ウクライナ鉄道・南西鉄道の主要ターミナル駅となっている。地図上の位置は北緯50度26分26秒 東経30度29分22秒 / 北緯50.44056度 東経30.48944度。

## 概要

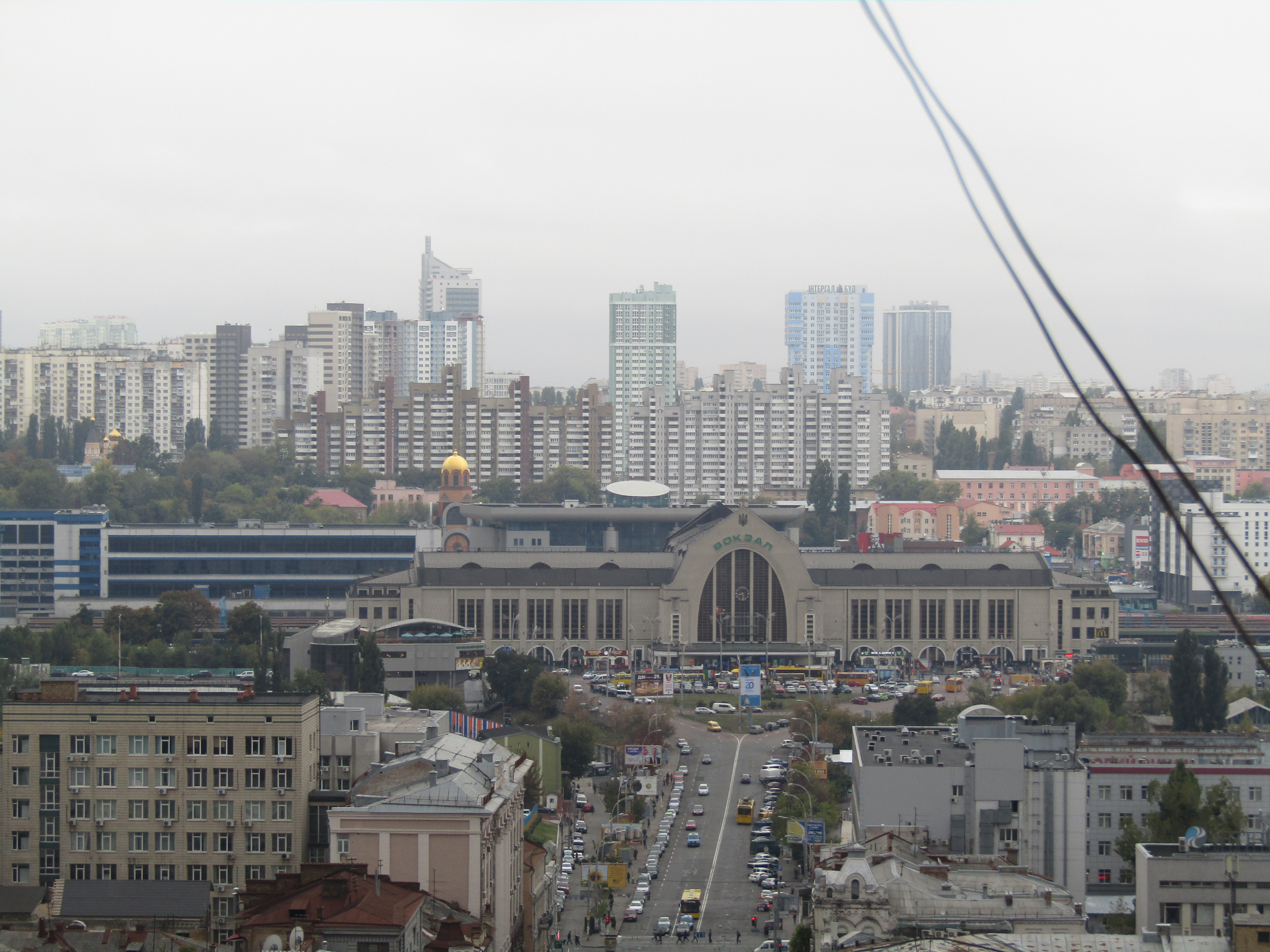
駅周辺

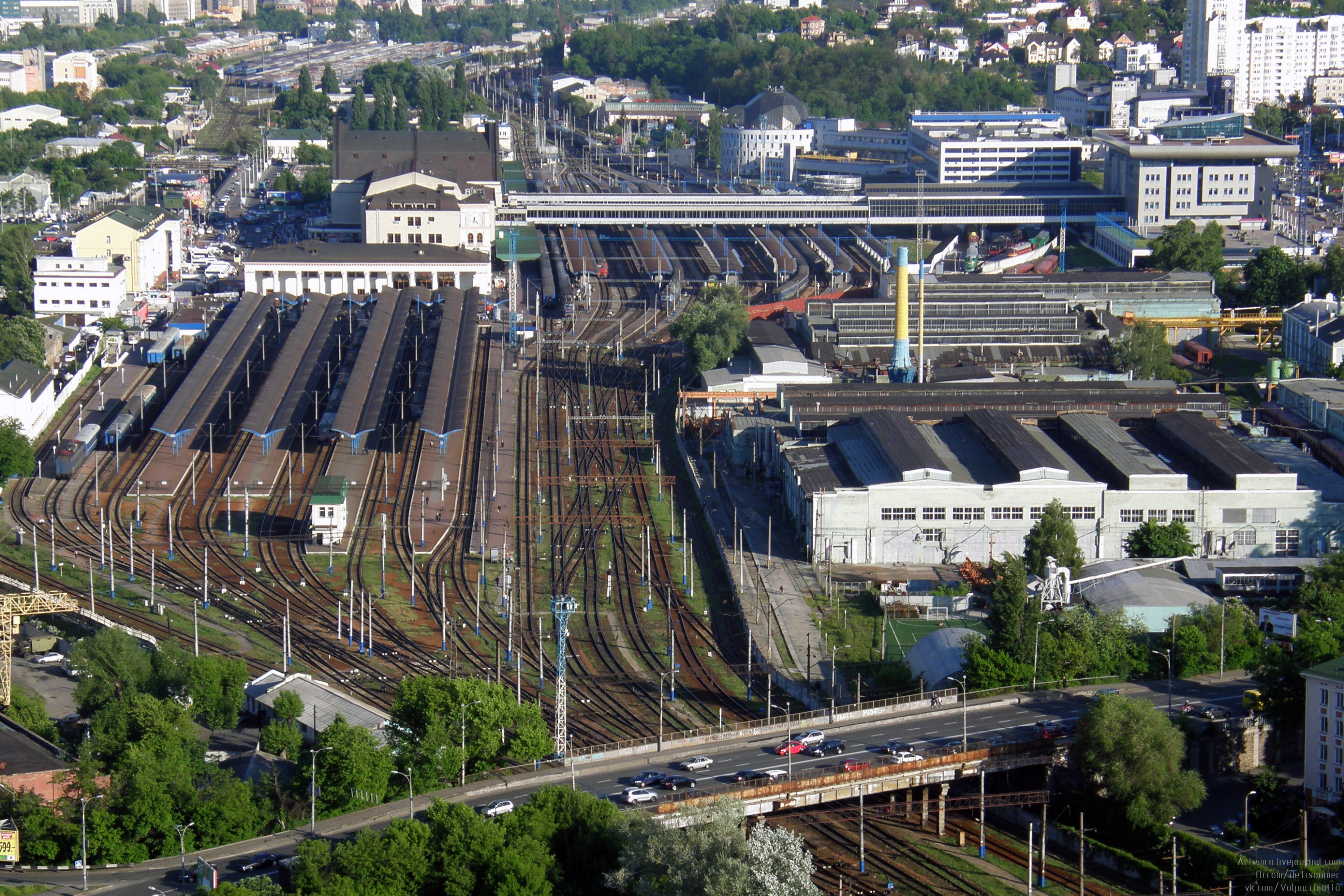
駅構内　２つの駅舎は跨線橋で結ばれている

キエフ（キーウ）旅客駅は1868年から建設が始まり、キエフ・バールタおよびキエフ・クールスク間の鉄道の中間駅として、1870年に開業した。駅はルィビヂ川によって形成された丘陵地帯の上に位置している。駅舎はM・V・ヴィシュネヴェーツキイの設計による煉瓦造りの古イギリス・ゴシック様式の建築であった。
駅舎は1927年から1932年にかけて建て替えられた。デザインはO・ヴェルブィーツキイによってなされ、伝統的なウクライナ・バロック様式にロシア構成主義の要素が融合されたものが採用された。後年、この駅舎には改修が加えられたが、2001年に創建当時の状態に復元された。また同年、南口に現代的な駅舎が建設された。この駅舎は「南駅」という名称になっている。
2005年には、1日に17万人の利用者があった。キーウ旅客駅では、国際線を含む長距離列車（ポーイィズド）と短距離電車（エレクトルィーチュカ）が発着している。近くにはキーウ地下鉄1号線のヴォグザーリナ駅があり、市内各所への連絡手段となっている。
正式にはキーウ旅客駅は旅客ターミナル、鉄道路線、停車場など全てとその職員を含んだ総合の名称である。一般に、このような施設はソ連でもソビエト連邦の崩壊後の各独立国でも「ヴォグザール」（ターミナル駅）と呼ばれており、「キーウ旅客駅」という正式名称は口語では用いられず、単に切符や時刻表に記載されているだけである。「キーウ・パス」(Київ-Пас) という略称も用いられている。

### 画像リンク
- 駅舎
- 駅内部
- 駅内部
- 待合室
- プラットフォームの風景
- 駅近くの記念碑
- ウクライナ鉄道の路線図